# Пам'ятки історії Теплицького району
У Теплицькому районі Вінницької області на обліку перебуває 48 пам'яток історії.
| № п/п | Охоронний № | Найменування пам'ятки | Адреса                                                               | Дата (епоха)                    | Дата відкриття або виявлення | Автори               | Матеріал                                              | Основні розміри                      | Рішення про взяття під охорону |
| ----- | ----------- | --- | -------------------------------------------------------------------- | ------------------------------- | ---------------------------- | -------------------- | ----------------------------------------------------- | ------------------------------------ | ------------------------------ |
| 1.    | 847         | Братська могила 117 радянських воїнів, загиблих при визволенні селища, і пам'ятник 234 воїнам-односельчанам, загиблим на фронтах ВВВ                             | смт Теплик, Теплицька сел/р, вул. Незалежності                       | 1944 р., 1941—1945 рр.          | 1948 р., 1974 р.             | Одеський худ. фонд   | об. мармур. дрібняк, стела мармур. дрібняк, ск. бетон | об. 11х1,27х11 м, ст. 9,5х2,07х0,3 м | № 313 10.06.1971 р.            |
| 2.    | 94          | Пам'ятний знак 2000 жертвам голодомору | смт Теплик, Теплицька сел/р, вул. Незалежності                       | 1932—1933 рр.                   | 1993 р.                      | місцеві майстри      | з/бетон                                               | 2 м                                  | № 501 20.12.1993 р.            |
| 3.    | 848         | Пам'ятник 199 воїнам-односельчанам, загиблим на фронтах ВВВ. | с. Бджільна, біля школи, Бджільнянська с/р.                          | 1941—1945 рр.                   | 1966 р.                      | Одеський худ. фонд   | ск. з/бетон, пост. камінь                             | ск. 3,5 м, п. 1,14х1,81х1,6 м        | № 313 10.06.1971 р.            |
| 4.    | 314         | Пам'ятник 109 воїнам-односельчанам, загиблим на фронтах ВВВ | с. Брідок, Брідоцька с/р, біля клубу                                 | 1941—1945 рр.                   | 1969 р.                      | Одеський худ. фонд   | ск. з/бетон, пост. бетон                              | ск. 3 м., п. 0,9х1,35х1,35 м         | № 29 19.06.1977 р.             |
| 5.    | 315         | Пам'ятник 27 воїнам-односельчанам, загиблим на фронтах ВВВ | с. Важне, Степанівська с/р, біля магазину                            | 1941—1945 рр.                   | 1971 р.                      | Одеський худ. фонд   | ск. бетон, пост. бетон                                | ск. 3 м, п. 0,88х5х3,5 м             | № 29 19.06.1977 р.             |
| 6.    | 849         | Пам'ятник 226 воїнам-односельчанам, загиблим на фронтах ВВВ. | с. Велика Мочулка, Великомочульська с/р, біля контори КСП            | 1941—1945 рр.                   | 1968 р.                      | Одеський худ. фонд   | ск. з/бетон, пост. бетон                              | ск. 1,95 м, п. 0,9х1,68х3,90 м       | № 313 10.06.1971 р.            |
| 7.    | 850         | Пам'ятник 160 воїнам-односельчанам, загиблим на фронтах ВВВ, і могила радянського воїна, загиблого при обороні села, та партизана, загиблого при визволенні села | с. Веселівка, Веселівська с/р, біля школи                            | 1941—1945 рр., 1941 р., 1944 р. | 1967 р.                      | Одеський худ. фонд   | ск. з/бетон, пост. камінь                             | ск. 4 м, п. 0,95х3,7х2 м             | № 313 10.06.1971 р.            |
| 8.    | 835         | Братська могила 31 радянського воїна, що полягли при визволенні села                                                                                             | с. Завадівка, Завадівська с/р, на кладовищі                          | 1944 р.                         | 1964 р.                      | місцеві майстри      | об. бетон, пост. бетон                                | об. 3,2 м, п. 0,85х1,06х0,92 м       | № 313 10.06.1971 р.            |
| 9.    | 316         | Пам'ятник 116 воїнам-односельчанам, загиблим на фронтах ВВВ | с. Завадівка, Завадівська с/р, біля магазину                         | 1941—1945 рр.                   | 1964 р.                      | Одеський худ. фонд   | об. з/бетон, стела з/бетон                            | об. 12 м, ст. 2х8х0,7 м              | № 29 19.06.1977 р.             |
| 10.   | 836         | Пам'ятник 101 воїнові-односельцю, що загинули на фронтах ВВВ | с. Залужжя, Залузька с/р, біля клубу                                 | 1941—1945 рр.                   | 1966 р.                      | Одеський худ. фонд   | ск. з/бетон, пост. камінь                             | ск. 3,5 м, п. 1,54х1,45х1,07 м       | № 313 10.06.1971 р.            |
| 11.   | 317         | Пам'ятник 67 воїнам-односельчанам, загиблим на фронтах ВВВ | с. Кам'янки, Росошанська с/р, біля школи                             | 1941—1945 рр.                   | 1972 р.                      | Одеський худ. фонд   | ск. бетон, пост. цегла                                | ск. 3,5 м, п. 1,6х2,6х1,33 м         | № 29 19.06.1977 р.             |
| 12.   | 320         | Пам'ятник 92 воїнам-односельчанам, загиблим на фронтах ВВВ | с. Карабелівка, Степанівська с/р, біля клубу.                        | 1941—1945 рр.                   | 1969 р.                      | Одеський худ. фонд   | ск. з/бетон, пост. камінь                             | ск. 3,5 м, п. 2х2х6 м                | № 29 19.06.1977 р.             |
| 13.   | 319         | Пам'ятник 110 воїнам-односельчанам, загиблим на фронтах ВВВ | с. Кивачівка, Кивачівська с/р, в центрі села                         | 1941—1945 рр.                   | 1970 р.                      | Одеський худ. фонд   | об. граніт                                            | об. 7 м, п. 3,2х2,25х0,95 м          | № 29 19.06.1977 р.             |
| 14.   | 86          | Братська могила 8 воїнів Радянської армії, загиблих при визволенні села                                                                                          | с. Кивачівка, Кивачівська с/р, на кладовищі                          | 1944 р.                         | 1987 р.                      | місцеві майстри      | з/бетон                                               | 1,5 м                                | № 82 03.04.1990 р.             |
| 15.   | 851         | Пам'ятник 61 воїнові-односельцю, що полягли на фронтах ВВВ | с. Кожухівка, Росошанська с/р, біля магазину                         | 1941—1945 рр.                   | 1969 р.                      | Одеський худ. фонд   | ск. з/бетон, пост. камінь                             | ск. 3 м, п. 1х3х1,3 м                | № 313 10.06.1971 р.            |
| 16.   | 318         | Пам'ятник 276 воїнам-односельчанам, загиблим на фронтах ВВВ | с. Комарівка, Комарівська с/р, біля клубу                            | 1941—1945 рр.                   | 1969 р.                      | Одеський худ. фонд   | ск. з/бетон, пост. бетон                              | ск. 4 м, п. 0,85х1,3х2,8 м           | № 29 19.06.1977 р.             |
| 17.   | 837         | Братська могила 3 воїнів Радянської армії, загиблих при обороні села, і пам'ятник 95 воїнам-односельчанам, загиблим на фронтах ВВВ                               | с. Костюківка, Костюківська с/р, біля магазину                       | 1941 р., 1941—1945 рр.          | 1969 р.                      | Бакинський худ. фонд | ск. з/бетон, пост. камінь                             | ск. 4,6 м, п. 0,5х2,91х2,91 м        | № 313 10.06.1971 р.            |
| 18.   | 322         | Пам'ятник 158 воїнам-односельчанам, загиблим на фронтах ВВВ | с. Мала Мочулка, Маломочульська с/р, біля магазину                   | 1941—1945 рр.                   | 1975 р.                      | Одеський худ. фонд   | ск. з/бетон, пост. камінь                             | ск. 5,5 м, п. 2х1,75х6 м             | № 29 19.06.1977 р.             |
| 19.   | 321         | Пам'ятник 79 воїнам-односельчанам, загиблим на фронтах ВВВ | с. Марківка, Степанівська с/р, біля клубу                            | 1941—1945 рр.                   | 1969 р.                      | Одеський худ. фонд   | ск. з/бетон, пост. камінь                             | ск. 3 м, п. 0,8х3,6х6,1 м            | № 29 19.06.1977 р.             |
| 20.   | 323         | Пам'ятник 153 воїнам-односельчанам, загиблим на фронтах ВВВ. | с. Метанівка, Метанівська с/р, біля Будинку культури.                | 1941—1945 рр.                   | 1973 р.                      | Одеський худ. фонд   | об. з/бетон                                           | об. 10 м                             | № 29 19.06.1977 р.             |
| 21.   | 85          | Пам'ятний знак воїнам-визволителям | с. Метанівка, Метанівська с/р, біля кладовища                        | 1944 р.                         | 1987 р.                      | місцеві майстри      | з/бетон                                               | мог. 3х4 м                           | № 82 03.04.1990 р.             |
| 22.   | 893         | Пам'ятник 104 воїнам-односельчанам, загиблим на фронтах ВВВ. | с. Мишарівка, Маломочульська с/р, біля магазину.                     | 1941—1945 рр.                   | 1968 р.                      | Одеський худ. фонд   | ск. з/бетон, пост. камінь                             | ск. 4,5 м, п. 1,1х2,8х1,6 м          | № 313 10.06.1971 р.            |
| 23.   | 839         | Братська могила 6 воїнів Радянської армії, загиблих при визволенні села, і пам'ятник 180 воїнам-односельчанам, загиблим на фронтах ВВВ                           | с. Орлівка, Орлівська с/р, вул. Ткаченка.                            | 1944 р., 1941—1945 рр.          | 1957 р.                      | Одеський худ. фонд   | ск. з/бетон, пост. камінь                             | ск. 3,9 м, п. 1,56х1,05х1,05 м       | № 313 10.06.1971 р.            |
| 24.   | 95          | Братська могила 360 жертв голодомору | с. Орлівка, Орлівська с/р, на кладовищі                              | 1932—1933 рр.                   | 1993 р.                      | місцеві майстри      | з/бетон                                               | 2,5 м                                | № 501 20.12.1993 р.            |
| 25.   | 169         | Пам'ятник 165 воїнам-односельчанам, загиблим на фронтах ВВВ | с. Петрашівка, Петрашівська с/р, окраїна села                        | 1941—1945 рр.                   | 1974 р.                      | Київський худ. фонд  | з/бетон                                               | об.2 м, ск. 3,5 м                    | № 75 20.02.1985 р.             |
| 26.   | 31          | Могила чемпіона світу з французької боротьби В. Куценка-Соловйова                                                                                                | с. Петрашівка, Петрашівська с/р, на кладовищі                        | 1886—1962 рр.                   | 1989 р.                      | місцеві майстри      | граніт                                                | 1,8 м                                | № 148 16.07.1992 р.            |
| 27.   | 840         | Пам'ятник 138 воїнам-односельчанам, загиблим на фронтах ВВВ. | с. Побірка, Побірська с/р, біля клубу                                | 1941—1945 рр.                   | 1972 р.                      | Одеський худ. фонд   | ск. з/бетон, пост. камінь                             | ск. 4,5 м, п. 1х2х1,54 м             | № 313 10.06.1971 р             |
| 28.   | 30          | Пам'ятний знак 500 жертвам голодомору | с. Побірка, Побірська с/р, на кладовищі                              | 1932—1933 рр.                   | 1991 р.                      | місцеві майстри      | граніт                                                | 2,5 м                                | № 148 16.07.1992 р.            |
| 29.   | 841         | Братська могила 3 воїнів Радянської армії, загиблих при обороні та визволенні села                                                                               | с. Погоріла, Побірська с/р, біля дитячого садка                      | 1941—1944 рр.                   | 1959 р.                      | Одеський худ. фонд   | ск. з/бетон, пост. камінь                             | ск. 2,5 м, п. 1,35х0,88х0,88 м       | № 313 10.06.1971 р.            |
| 30.   | 854         | Пам'ятник 140 воїнам-односельчанам, загиблим на фронтах ВВВ | с. Погоріла, Побірська с/р, біля школи                               | 1941—1945 рр.                   | 1969 р.                      | Одеський худ. фонд   | ск. з/бетон, пост. камінь                             | ск. 4,5 м, п. 1х3,65х1,3 м           | № 313 10.06.1971 р.            |
| 31.   | 842         | Пам'ятник 159 воїнам-односельчанам, загиблим на фронтах ВВВ. | с. Пологи, Пологівська с/р, біля дитячого садка                      | 1941—1945 рр.                   | 1967 р.                      | Одеський худ. фонд   | ск. з/бетон, камінь                                   | ск. 3,45 м, п. 0,9х0,94х0,8 м        | № 313 10.06.1971 р.            |
| 32.   | 852         | Пам'ятник 56 воїнам-односельчанам, загиблим на фронтах ВВВ | с. Пологи (кол. Лозовата), Пологівська с/р, біля клубу               | 1941—1945 рр.                   | 1968 р.                      | Одеський худ. фонд   | ск. з/бетон, камінь                                   | ск. 3,2 м, п. 1х2,3х8 м              | № 313 10.06.1971 р.            |
| 33.   | 455         | Пам'ятник 96 воїнам-односельчанам, загиблим на фронтах ВВВ. | с. Розкошівка, Стражгородська с/р, біля клубу                        | 1941—1945 рр.                   | 1978 р.                      | Одеський худ. фонд   | ск. бетон, пост. бетон                                | ск. 3,2 м, п. 1,2х1,2х2,5 м          | № 96 17.02.1983 р.             |
| 34.   | 855         | Пам'ятник 159 воїнам-односельчанам, загиблим на фронтах ВВВ | с. Росоша, Росошанська с/р, біля школи                               | 1941—1945 рр.                   | 1968 р.                      | Одеський худ. фонд   | ск. з/бетон, пост. камінь                             | ск. 4 м, п. 0,9х0,94х0,8 м           | № 313 10.06.1971 р.            |
| 35.   | 326         | Пам'ятник 72 воїнам-односельчанам, загиблим на фронтах ВВВ | с. Саша, Сашанська с/р, біля клубу                                   | 1941—1945 рр.                   | 1970 р.                      | Одеський худ. фонд   | ск. з/бетон, пост. з/бетон                            | ск. 4,5 м, п. 3х2,5х2,5 м            | № 29 19.06.1977 р.             |
| 36.   | 844         | Братська могила 47 воїнів Радянської армії, загиблих при визволенні села Соболівка та навколишніх сіл                                                            | с. Соболівка, Соболівська с/р, біля школи № 2                        | 1944 р.                         | 1948 р.                      | місцеві майстри      | ск. з/бетон, пост. цегла                              | ск. 3,1 м, п. 2,5х1,7х1,7 м          | № 313 10.06.1971 р.            |
| 37.   | 116         | Пам'ятник 649 воїнам-односельчанам, загиблим на фронтах ВВВ | с. Соболівка. Соболівська с/р, в центрі села                         | 1941—1945 рр.                   | 1982 р.                      | Одеський худ. фонд   | з/бетон                                               | 2,1 м                                | № 227 26.06.1987 р.            |
| 38.   | 845         | Братська могила 2 партизан | с. Соболівка, Соболівська с/р, на кладовищі.                         | 1943 р.                         | 1961 р.                      | місцеві майстри      | об. цегла                                             | об. 4 м                              | № 313 10.06.1971 р.            |
| 39.   | 843         | Братська могила 300 мирних жителів, розстріляних фашистами | с. Соболівка, Соболівська с/р, в лісі                                | 1942 р.                         | 1962 р.                      | місцеві майстри      | об. залізо                                            | об. 5 м                              | № 313 10.06.1971 р.            |
| 40.   | 150         | Братська могила червоноармійців | с. Соболівка, Соболівська с/р, на кладовищі                          | 1921 р.                         | 1969 р.                      | місцеві майстри      | цемент, цегла                                         | об. 3,3 м                            | № 228 22.05.1986 р.            |
| 41.   | 456         | Пам'ятник 88 воїнам односельчанам, загиблим на фронтах ВВВ | с. Сокиряни, Сокирянська с/р, в центрі села                          | 1941—1945 рр.                   | 1965 р.                      | Одеський худ. фонд   | ск. бетон, пост. бетон                                | ск. 3 м, п. 2х1,5х3 м                | № 96 17.02.1983 р.             |
| 42.   | 457         | Пам'ятник 96 воїнам-односельчанам, загиблим на фронтах ВВВ | с. Стражгород, Стражгородська с/р, біля клубу                        | 1941—1945 рр.                   | 1978 р.                      | Одеський худ. фонд   | ск. бетон, пост. бетон                                | ск. 3,5 м, п. 2,5х1,5х4,3 м          | № 96 17.02.1983 р.             |
| 43.   | 454         | Братська могила 2 підпільників | с. Тополівка, Тополівська с/р, на кладовищі                          | 1943 р.                         | 1944 р.                      | місцеві майстри      | об. бетон                                             | об. 2,2 м                            | № 9617.02.1983 р.              |
| 44.   | 328         | Пам'ятник 46 воїнам-односельчанам, загиблим фронтах ВВВ | с. Тополівка, Тополівська с/р, біля клубу                            | 1941—1945 рр.                   | 1972 р.                      | Одеський худ. фонд   | об. граніт                                            | об. 10,5 м                           | № 29 19.06.1977 р.             |
| 45.   | 327         | Пам'ятник 167 воїнам-односельчанам, загиблим на фронтах ВВВ. | с. Тополівка, (кол. Скарженівка)Тополівська с/р, біля дитячого садка | 1941—1945 рр.                   | 1970 р.                      | майстерня, м. Умань  | об. граніт                                            | об. 11 м                             | № 2919.06.1977 р.              |
| 46.   | 152         | Меморіальний комплекс: братська могила 2 воїнів Радянської армії, загиблих при визволенні села, і пам'ятник воїнам-односельчанам, загиблим на фронтах ВВВ        | с. Удич, Удицька с/р, біля магазину.                                 | 1941—1945 рр.                   | 1984 р.                      | місцеві майстри      | метал, цегла, бетон                                   | ск. 3,5 м, п. 4 м                    | № 228 22.05.1986 р.            |
| 47.   | 96          | Пам'ятник 97 воїнам-односельчанам, загиблим на фронтах ВВВ | с. Шиманівка, Шиманівська с/р, в центрі села                         | 1941—1945 рр.                   | 1992 р.                      | Київський худ. фонд  | з/бетон                                               | 3 м                                  | № 501 20.12.1993 р.            |
| 48.   | 324         | Пам'ятник 94 воїнам-односельчанам, загиблим на фронтах ВВВ. | с. Цвіліхівка, Кивачівська с/р, біля клубу                           | 1941—1945 рр.                   | 1971 р.                      | Київський худ. фонд  | об. граніт. пост. граніт                              | об. 8 м, п. 1,92х1,67х1,67 м         | № 29 19.06.1977 р.             |
|       |             | |                                                                      |                                 |                              |                      |                                                       |                                      |                                |